# Armando Estrada Villa
José Armando Estrada Villa (Bello, 7 de mayo de 1942) es un político y abogado colombiano.
Se desempeñó como Ministro del Interior de Colombia, Senador de la República, Representante a la Cámara por del departamento de Antioquia y Diputado del mismo departamento; asimismo, se ha desempeñado como Concejal del municipio de Bello, y Secretario de Despacho de Medellín y de Antioquia.

## Biografía
Estudió Derecho en la Universidad Autónoma Latinoamericana y posee una especialización en Hermenéutica Literaria de la Universidad EAFIT, un Magíster en Estudios Políticos de la Universidad Pontificia Bolivariana y un Doctorado en Filosofía de la Universidad Pontificia Bolivariana.
Primero se desempeñó como Secretario de Gobierno y de Hacienda de Medellín, y Secretario de Hacienda de Antioquia. Tras esto, se desempeñó en tres períodos como Representante a la Cámara por Antioquia y en dos períodos como Senador por el Partido Liberal. También sirvió como Presidente de la Asamblea Departamental de Antioquia.
En las elecciones regionales de Colombia de 1997 fue candidato a la Alcaldía de Medellín, sin éxito. En las elecciones legislativas de Colombia de 1998 encabezó la lista al Senado de la Fuerza Liberal de Antioquia, creada en oposición al Directorio Liberal de Antioquia dirigido por Bernardo Guerra Serna.
Se desempeñó como Ministro del Interior de Colombia, durante la presidencia de Andrés Pastrana Arango, entre 2000 y 2002.
También fue docente de las Universidad de Medellín, la Universidad Pontificia Bolivariana, la Universidad EAFIT y la Universidad Autónoma Latinoamericana.